# Gasconadiano
El piso conocido como Gasconadiano es el primer piso del período geológico Ordovícico de la escala geológica regional en América del Norte y del Ordovícico Inferior época Canadiense, que viene inmediatamente después del Cámbrico tardío, Trempealeauan y antes del piso Demingiano medio del Canadiense. El Gasconadiano es equivalente al Tremadociense de la escala global y más o menos al Skullrockiano de la serie Ibexian.
El Gasconadiano se nombra por la Formación de Gasconade, Missouri, nombrado a su vez por el río Gasconade, y está representado por la Formación Tribes Hill en el estado de Nueva York y por las formaciones Bliss superior y Calizas Sierrite del Grupo El Paso, en el sur de Nuevo México y al oeste de Texas.
El Gasconadiano es un término común en la literatura paleontológica y estratigráfica del siglo anterior, tanto si se utilizan simplemente para una edad concreta o para los estratos formados durante ese tiempo.

## Tiempo y duración
Según estimaciones recientes (ICS y  Cosuna) sitúan el comienzo de Gasconadiano, y Ordovícico, en cualquier lugar de hace aproximadamente 488 hasta 500 millones años, con una duración que va desde 9,7 hasta 10 millones años, respectivamente, poniendo final unos 464 millones de años Ambos dan estimaciones de más de la mitad del Ordovícico Temprano. El 60 por ciento según el ICS, 2/3 según Cosuna.

## Estratigrafía
El Gasconadiano (Tremadociano) está representado en el sur de Nuevo México y el oeste de Texas por la parte superior de la Formación Bliss y las Calizas Sierrite, que es la formación más baja del Ordovícico Inferior en el Grupo El Paso en Canadá. La Formación Bliss son depósitos de areniscas originados próximos a la costa, en ambiente deltaico y de playa; la parte inferior se empezó a formar durante el Cámbrico Superior. Las Calizas Sierrite son depósitos de plataforma carbonatada de aguas poco profundas. El contacto entre ambas unidades es gradual.
Las secciones estratigráficas generales de la región indican que los estratos de edad Gasconadiano ocupan entre el 20 y 40 por ciento de la sucesión estratigráfica del Ordovícico Inferior; 20 por ciento en las montañas Franklin, fuera de El Paso, Texas; 40 por ciento en las montañas Caballo más al norte, en el sur de Nuevo México. Esto sugiere que el Gasconadiano en realidad puede abarcar menos de la mitad del Ordovícico Inferior en lugar del volumen principal.

## Cefalópodos
Los cefalópodos del Gasconadiano pertenecen exclusivamente al orden de nautiloideos Ellesmerocerida, y predominantemente a los de la familia Ellesmeroceratidae.
Entre ellos estaban Clarkoceras y Ectenolites, que continuaba desde el Cámbrico Tardío, junto con Ellesmeroceras, exclusivo del Ordovícico,  el similar Eremoceras, ambos ortocónicos cilíndricos, y Dakeoceras, cirtocónico endogástrico comprimido. Todos tienen, cuellos septales cortos, esencialmente rectos y anillos cóncavos conexión gruesas en el sifúnculo.
El Canadiano, tras el Gasconadiano vio la aparición y diversificación temprana de dos nuevos órdenes, Endocerida y Tarphycerida, la evolución de nuevas familias dentro de Ellerocerida (por ejemplo Baltoceratidae y Bathmoceratidae), y, cerca del final, el primero de los Orthocerida, Actinocerida, y Discosorida.
La limitada diversidad de cefalópodos supragenérica del Gasconadiano, en comparación con la diversidad de órdenes que siguió, sugiere una duración del piso relativamente corta.